# Негрелло, Джиневра Лавиния
Джиневра Лавиния Негрелло (итал. Ginevra Lavinia Negrello; род. 17 декабря 2004, Варезе, Ломбардия) — итальянская фигуристка, выступающая в женском одиночном катании.

## Биография
Джиневра Лавиния Негрелло родилась 17 декабря 2004 года в Варезе. Она стала заниматься фигурным катанием в 2010 в родном городе.

## Карьера
Негрелло впервые участвовала на международных соревнованиях в 2019 году. Она стала первой на юниорском турнире Golden Bear 2019, а том же году завоевала серебро на международном турнире Icelab. Осенью она стала десятой на юниорском этапе Гран-при в Челябинске. Негрелло в конце года участвовала на национальном чемпионате на юниорском уровне, где завоевала золотую медаль.
В 2020 году Джиневра Лавиния приняла участие на двух турнирах юниорского уровня. Она стала бронзовым призёром на Bavarian Open 2020, а затем стала серебряным призёром Challenge Cup 2020.
Негрелло приняла участие на взрослом чемпионате Италии по фигурному катанию, где стала серебряным призёром. Она уступила 7,07 балла чемпионке Лара Наки Гутманн в сумме двух программ.
Вместе с Лара Наки Гутманн представляла Италию на командном чемпионате мира 2021 года.